# Pentada de Reynolds
| Pentada de Reynolds                                                                        |
| Ictericia Dolor en hipocondrio derecho Síndrome febril Confusión mental Shock circulatorio |

Se denomina pentada de Reynolds a un conjunto de cinco síntomas que aparecen en la colangitis aguda. Consisten en fiebre alta, dolor en el cuadrante superior derecho del abdomen e ictericia (tríada de Charcot), más la presencia de confusión mental y shock circulatorio. Estos síntomas pueden aparecer cuando existe una colangitis grave con supuración. La colangitis consiste en la infección severa de la bilis en el interior de los conductos biliares, está provocada por la presencia de bacterias en este líquido que produce el hígado y se almacena de forma natural en la vesícula biliar. Generalmente la infección se debe a la existencia de un cálculo que obstruye el flujo de uno de los conductos biliares principales.
El nombre proviene de los cirujanos de Estados Unidos Benedict M. Reynolds y Everett L. Dargan que publicaron un artículo sobre la colangitis obstructiva aguda en 1959.